# ألكسندر دفورنيكوف
ألكسندر دفورنيكوف واسمه الكامل هو ألكسندر فلاديميروفيتش دفورنيكوف (بالروسية: Александр Владимирович Дворников)‏ هو جنرال في الجيش الروسي وتحديدًا القوات البرية الروسية ولد في 22 أغسطس من عام 1961 في مدينة أوسورييسك في الاتحاد السوفيتي، أشرف ألكسندر دفورنيكوف على قيادة الحملة الروسية في سوريا وحققت قيادته نجاحًا كبيرًا وملحوظًا هناك وأعطاه الرئيس الروسي فلاديمير بوتين قيادة الغزو الروسي والعمليات في أوكرانيا منذ بدايات أبريل من عام 2022 ويعد دفورنيكوف أحد أكثر القادة العسكريين الروس أهمية وخطورة وقوة في نفس الوقت.